# Acalypha purpusii
Acalypha purpusii é uma espécie de flor do gênero Acalypha, pertencente à família Euphorbiaceae.